# Svartkindad vitnäsa
Svartkindad vitnäsa (Cercopithecus ascanius) är en primat i släktet markattor som förekommer i centrala Afrika.

## Utseende
Arten har svarta hår vid ansiktet med undantag av en vit fläck på näsan och ett vitt skägg vid kinden. Pälsen på kroppen varierar mellan brun och svartgrå. Delar av svansens undersida har en rödaktig färg. Den genomsnittliga kroppslängden (huvud och bål) ligger för hannar vid 46 cm och för honor vid 38 cm. Därtill kommer svansen som är något längre än övriga kroppen. Vikten ligger mellan 1,8 och 6,4 kg.

## Underarter, utbredning och habitat
Svartkindad vitnäsa lever i regnskogar och andra skogar i centrala Afrika. Regionen består av lågland och bergstrakter upp till 2 000 meter över havet.
Vanligen skiljs mellan fem underarter.
- C. a. ascanius hittas i Angola och sydvästra Kongo-Kinshasa och vistas främst i låglandet.
- C. a. atrinasus lever i ett kulligt område i Angola.
- C. a. katangae förekommer i bergstrakter i Angola och Kongo-Kinshasa.
- C. a. whitesidei finns i Kongo-Kinshasa.
- C. a. schmidti lever i Kongo-Kinshasa, Uganda, Rwanda, Kenya och Centralafrikanska Republiken.

Övergången mellan dessa underarter är ofta flytande.

## Ekologi
Denna primat är aktiv på dagen, främst på morgonen och under senare eftermiddagen. En flock har vanligen upp till 14 medlemmar (sällan upp till 25) och består av en hanne, några vuxna honor och deras ungar. Ibland förenas flera grupper. Könsmogna hannar som fick lämna sin flock bildar ofta ungkarlsgrupper. För kommunikationen har de olika läten, kroppsmimik och doftämnen.
Födan utgörs huvudsakligen av växtdelar som frukter, blad, naturgummi och unga växtskott. De äter även insekter.
Honor kan para sig hela året men ofta sker parningen mellan november och februari. Hannen parar sig med flera honor från flocken. Vanligen föds bara en unge per kull. Dräktigheten antas vara lika lång som hos andra markattor, alltså fem till sju månader. Först är bara modern ansvarig för ungen och senare vårdas ungen även av andra honor i flocken. Könsmognaden uppnås vanligen efter 4,5 (honor) till 6 (hannar) år.
Livslängden är okänd men andra markattor blev i fångenskap upp till 30 år gamla.

## Status
I vissa regioner hotas arten av jakt och skogsavverkningar. IUCN listar svartkindad vitnäsa på grund av det stora utbredningsområde och då den förekommer i några naturskyddsområden som livskraftig (LC).